# Joe Greene (atleta)
Para el ex-jugador de fútbol americano véase Joe Greene.
Joe Greene (Estados Unidos, 17 de febrero de 1967) es un atleta estadounidense retirado, especializado en la prueba de salto de longitud en la que llegó a ser dos veces medallista de bronce olímpico, en Barcelona 1992 y Atlanta 1996.

## Carrera deportiva
En los JJ. OO. de Barcelona 1992 ganó la medalla de bronce en salto de longitud, tras sus compatriotas los también estadounidenses Carl Lewis y Mike Powell.
Cuatro años después, en los JJ. OO. de Atlanta 1996 volvió a ganar la medalla de bronce, con un salto de 8.24 m, tras Carl Lewis (oro con 8.80 m) y el jamaicano James Beckford (plata con 8.29 m).